# Chiasmocleis anatipes
Chiasmocleis anatipes és una espècie de granota que viu a l'Equador, el Perú i possiblement també a Colòmbia.